# Horní Studénky
Horní Studénky é uma comuna checa localizada na região de Olomouc, distrito de Šumperk.